# SOR LC 10,5
SOR LC 10,5 je model českého dálkového a turistického autobusu, který od roku 2002 vyrábí společnost SOR Libchavy.

## Konstrukce
Vozy LC 10,5 jsou odvozeny od meziměstského modelu C 10,5. Jedná se o dvounápravové autobusy s polosamonosnou karoserií. Zadní náprava je hnací, motor a mechanická převodovka jsou umístěny v zadní části vozu pod podlahou. Karoserie vozu je z vnější strany oplechovaná, v interiéru je obložená plastovými deskami. Vstup do autobusu zajišťují dvoje výklopné jednokřídlé dveře (před přední a za zadní nápravou).

## Výroba a provoz
Model SOR LC 10,5 je určen pro dálkové meziměstské linky či pro zájezdovou dopravu. Byl prvním typem  autokaru ve své délkové kategorii a je tedy využíván autodopravci na méně vytížené linky, na které by byl klasický dvanáctimetrový vůz nehospodárný. Ve výrobě ho doplnil model LH 10,5.